# Écly
Écly település Franciaországban, Ardennes megyében. Lakosainak száma 169 fő (2022. január 1.). Écly Arnicourt, Barby, Château-Porcien, Hauteville, Inaumont és Son községekkel határos.

## Népesség
A település népességének változása:
| Lakosok száma | 279  | 212  | 191  | 173  | 188  | 183  | 176  | 170  | 169  | 169  |
|               | 1968 | 1982 | 1990 | 2006 | 2013 | 2015 | 2017 | 2019 | 2020 | 2022 |